# Julie Driscoll
Julie Driscoll (8 de junio de 1947) es una cantante y actriz británica, conocida por sus versiones de las canciones "This Wheel's on Fire" de Bob Dylan y "Season of the Witch" de Donovan, ambas con el teclista Brian Auger y su banda, The Trinity. Junto a The Trinity, hizo parte del especial televisivo 33 1/3 Revolutions Per Monkee, cantando "I'm a Believer" en estilo soul junto a Micky Dolenz. Ella y Auger habían trabajado previamente en Steampacket, con Long John Baldry y Rod Stewart.
"This Wheel's on Fire" alcanzó la posición número 5 en el Reino Unido en junio de 1968. Se casó con el músico de jazz Keith Tippett, por lo que actualmente usa el nombre Julie Tippetts, adoptando el apellido de su esposo. Lanzó un álbum como solista titulado Sunset Glow en 1975; y fue la vocalista en el álbum Tropic Appetites de Carla Bley y en "HeXtet" de John Wolf Brennan.
A comienzos de los años ochenta, Julie cantó la canción "Storm of Light" de la banda de pop Working Week.